# Colin Hendry
Colin Hendry (Keith, 7 december 1965) is een voormalig Schots voetballer. Hij was centrale verdediger en aanvoerder van het Schotse nationale elftal op het WK voetbal 1998 in Frankrijk.

## Clubcarrière
Hendry kwam naar Blackburn in maart 1987, en maakte zijn debuut tegen Ipswich Town FC in the Full Members Cup als centrale verdediger. Hij speelde drie dagen later tegen Stoke City FC als aanvaller, en scoorde zijn eerste goal voor Blackburn Rovers FC. Zijn kracht schuilde in zijn lengte, hij was een uitstekende kopper en had een geweldige tackle in huis. Lang en blond, zijn opvallend harde en resolute manier van spelen maakte hem een favoriet bij de supporters.
Wegens contractproblemen vertrok hij naar Manchester City, maar keerde hij terug nadat Kenny Dalglish hem een van zijn eerste aankopen maakte. In het seizoen 1992-93 werd hij voor het eerst opgeroepen voor het Schotse elftal. In 1995 was hij een van de steunpilaren van het elftal dat de Premier League won.

## Interlandcarrière
Hendry kwam in totaal 51 keer (drie doelpunten) uit voor de nationale ploeg van Schotland in de periode 1993–2001. Hij maakte zijn debuut op 19 mei 1993 in de WK-kwalificatiewedstrijd tegen Estland (0-3) in Tallinn.
| Interlanddoelpunten | Interlanddoelpunten | Interlanddoelpunten | Interlanddoelpunten    | Interlanddoelpunten | Interlanddoelpunten | Interlanddoelpunten | Interlanddoelpunten |
| #                   | Datum               | Locatie             | Wedstrijd              | Goal(s)             | Score               | Uitslag             | Wedstrijd           |
| ------------------- | ------------------- | ------------------- | ---------------------- | ------------------- | ------------------- | ------------------- | ------------------- |
| 1                   | 17/11/1993          | Ta' Qali            | Malta – Schotland      | 74'                 | 0 – 2               | 0 – 2               | WK-kwalificatie     |
| 2                   | 28/03/2001          | Glasgow             | Schotland – San Marino | 22'                 | 1 – 0               | 4 – 0               | WK-kwalificatie     |
| 3                   | 28/03/2001          | Glasgow             | Schotland – San Marino | 32'                 | 2 – 0               | 4 – 0               | WK-kwalificatie     |

## Erelijst
- Full members'Cup 1987
- Second Division Play-off Final Winners 1992
- FA Premiership Champions 1995
- Scottish Premier League Champions 1999